# Ezmiralda Franja
Ezmiralda Franja (* 4. Februar 1997) ist eine albanische Fußballspielerin, die als Verteidigerin für den albanischen Verein KFF Vllaznia spielte.

## Karriere

### Verein
Franja begann ihre Karriere in der Saison 2013/14 beim KS Ada, der 2014 im KFF Vllaznia aufging. Mit Vllaznia gewann sie seither alle Meisterschaften und nahm an der UEFA Women’s Champions League teil. In der Saison 2022/23 absolvierte sie sechs Spiele in der Königsklasse.

### Nationalmannschaft
Seit 2014 ist Franja fester Bestandteil der albanischen Frauen-Nationalmannschaft. Bis April 2015 bestritt sie zwölf Länderspiele und erzielte ein Tor.